# گاسپارو کونتارینی
گاسپارو کونتارینی (انگلیسی: Gasparo Contarini; ۱۶ اکتبر ۱۴۸۳ – ۲۴ اوت ۱۵۴۲) دیپلمات، و کشیش کاتولیک اهل جمهوری ونیز بود که کتاب جمهوری و حکومت ونیز اثر اوست.